# Hapesong Baru
Hapesong Baru is een bestuurslaag in het regentschap Tapanuli Selatan van de provincie Noord-Sumatra, Indonesië. Hapesong Baru telt 2726 inwoners (volkstelling 2010).